# 欧鳊
欧鳊（Abramis brama）是輻鰭魚綱鯉形目雅羅魚科欧鳊屬的唯一一種，是一种淡水鱼。

## 分布
本魚主要分布在阿尔卑斯山和比利牛斯山脉北部和巴尔干半岛，另外在里海、黑海、咸海等地也有发现。

## 形態
本魚通常有30至55厘米长，但也有75厘米长的欧鳊被记录，质量在2到4公斤左右。本魚體高且側扁，口亞下位，側線明顯，體色銀灰色，老成魚體色為古銅色，臀期外緣內凹，尾鰭深叉形，背鰭硬棘3枚；背鰭軟條9至10枚；臀鰭硬棘3枚；臀鰭軟條23至30枚；脊椎骨43至45個，

## 生態
本魚成魚棲息在靜止而流動緩慢的水域在那裡它形成大魚群移動，屬雜食性，以昆蟲、小型甲殼動物，軟體動物與植物，稚魚吃浮游動物，繁殖期在每年4至6月，雌魚在水生植物下產卵，卵約3至12天孵。

## 經濟利用
本魚為高經濟價值的食用魚和養殖魚類。